# Codex epistolaris Carolinus
Le Codex epistolaris Carolinus est la copie conservée d'un manuscrit réalisé sur l'ordre de Charlemagne en 791, contenant 99 lettres adressées entre 739 et 791 par les papes Grégoire III (pape de 731 à 741), Zacharie (pape de 741 à 752), Etienne II (pape de 752 à 757), Paul Ier (pape de 757 à 767), Constantin II (pape de 767 à 768), Etienne III (pape de 768 à 772) et Adrien Ier (pape de 772 à 795) aux Carolingiens Charles Martel (maire du Palais de 717 à 741), Pépin III le Bref (roi des Francs de 751 à 768) et Charlemagne (roi des Francs dès 768, puis des Lombards en 774 et empereur en 800) . La copie unique actuelle a appartenu à l'archevêque de Cologne Willibert (870-889) et a probablement été réalisée sur son ordre. C'est actuellement le codex no 449 de la collection de manuscrits latins de la Bibliothèque nationale autrichienne (Vindob. lat. 449). Selon certains commentateurs, la préface mentionnerait une seconde partie qui aurait contenu des lettres émanant des empereurs byzantins, mais elle n'est pas connue et les chercheurs auteurs de la traduction en anglais de 2021 réfutent cette hypothèse. On ne connaît aucune autre copie médiévale des lettres contenues dans ce codex, dont la plus ancienne mention conservée date de 1554.
La plus ancienne édition a été donnée en 1613, à Ingolstadt, par le jésuite Jacob Gretser. Ensuite les textes sont publiés dans la série Historiæ Francorum scriptores d'André Du Chesne (Paris, 1641). Les éditeurs des XVIIIe  et XIXe siècle se sont efforcés d'introduire un peu d'ordre dans la collection, car le copiste a supprimé toute datation des lettres et ne s'est pas préoccupé de l'ordre chronologique.

## Édition
- Wilhelm Gundlach (éd.), Monumenta Germaniæ historica. Epistolæ, t. III, Berlin, 1892 (réimpr. Munich, 1978).